# هومرتن
latitudeهومرتنlongitudeهومرتن
هومرتن (به انگلیسی: Homerton، تلفظ: ‎/ˈhɒmərtən/‎ HOM-ər-tən) یک ناحیه در بریتانیا است که در منطقه هکنی لندن واقع شده‌است.